# 791 Ani
A 791 Ani (ideiglenes jelöléssel 1914 UV) a Naprendszer kisbolygóövében található aszteroida. Grigory Neujmin fedezte fel 1914. június 29-én.